# The Sky Is Crying
Ne pas confondre avec la chanson d'Elmore James, The Sky Is Crying.
Albums de Stevie Ray Vaughan and Double Trouble
October 3, 1954 – August 27, 1990
(1990) In the Beginning
(1992)
The Sky Is Crying est un album de blues de Stevie Ray Vaughan and Double Trouble. Sorti un an après la mort de Stevie Ray Vaughan en 1990, l'album contient des titres enregistrés de 1984 à 1989. Cet album a reçu en 1993 un Grammy Award du meilleur album de blues contemporain et la chanson Little Wing un Grammy de la meilleure performance instrumentale rock.

## Titres
| 1.    | Boot Hill (auteur inconnu)                                    | 2:15 |
| 2.    | The Sky Is Crying (Elmore James, Morris Levy, Clarence Lewis) | 4:36 |
| 3.    | Empty Arms (Stevie Ray Vaughan)                               | 3:29 |
| 4.    | Little Wing (Jimi Hendrix)                                    | 6:49 |
| 5.    | Wham (Lonnie Mack)                                            | 2:25 |
| 6.    | May I Have a Talk with You (Howlin' Wolf)                     | 5:49 |
| 7.    | Close to You (Willie Dixon)                                   | 3:10 |
| 8.    | Chitlins con Carne (Kenny Burrell)                            | 3:57 |
| 9.    | So Excited (Stevie Ray Vaughan)                               | 3:30 |
| 10.   | Life by the Drop (Doyle Bramhall, Barbara Logan)              | 2:28 |
| 38:28 |                                                               |      |

## Musiciens
- Stevie Ray Vaughan – guitares, chant
- Chris Layton – batterie
- Tommy Shannon – basse
- Reese Wynans – claviers